# Distrofia oculare
Per  distrofia oculare  in campo medico, si intende un disturbo autosomico dominante, una malattia genetica oculare a carattere progressivo.

## Epidemiologia
La malattia si manifesta principalmente nell'età giovanile, quasi sempre prima dei 30 anni.

## Sintomatologia
Fra i sintomi e i segni clinici si mostrano blefaroptosi, l'ipostenia facciale e oftalmoplegia che lentamente peggiora.

## Diagnosi differenziale
Occorre distinguerlo da una distrofia simile durante gli esami diagnostici: l'oculofaringea.